# Mary Allen Wilkes

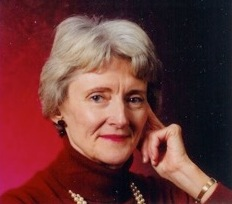
Mary Allen Wilkes

Mary Allen Wilkes (* 25. September 1937 in Chicago, Illinois) ist eine US-amerikanische Informatikerin und Rechtsanwältin.

## Leben und Werk
Wilkes studierte Philosophie und Theologie am Wellesley College, wo sie 1959 ihren Abschluss erhielt. Anschließend arbeitete sie bis 1960 bei Oliver Selfridge und Benjamin Gold in dem Spracherkennungs Projekt am Lincoln Laboratory am Massachusetts Institute of Technology (MIT) in Lexington (Massachusetts), wo sie eine Programmiersprache für den LINC (Laboratory INstrument Computer, zur damaligen Zeit ein Minicomputer) entwarf.

## Arbeit am LINC
1961 arbeitete sie in der Digital Computer Group am Lincoln Laboratory und begann bei Wesley A. Clark die Arbeit am LINC-Design. Clark hatte zuvor den Lincolns TX-0- und den TX-2-Computer entworfen. Sie entwickelte Betriebssysteme für den LINC, entwarf die Konsole für den LINC-Prototyp und schrieb die Bedienungsanleitung für das endgültige Konsolendesign.

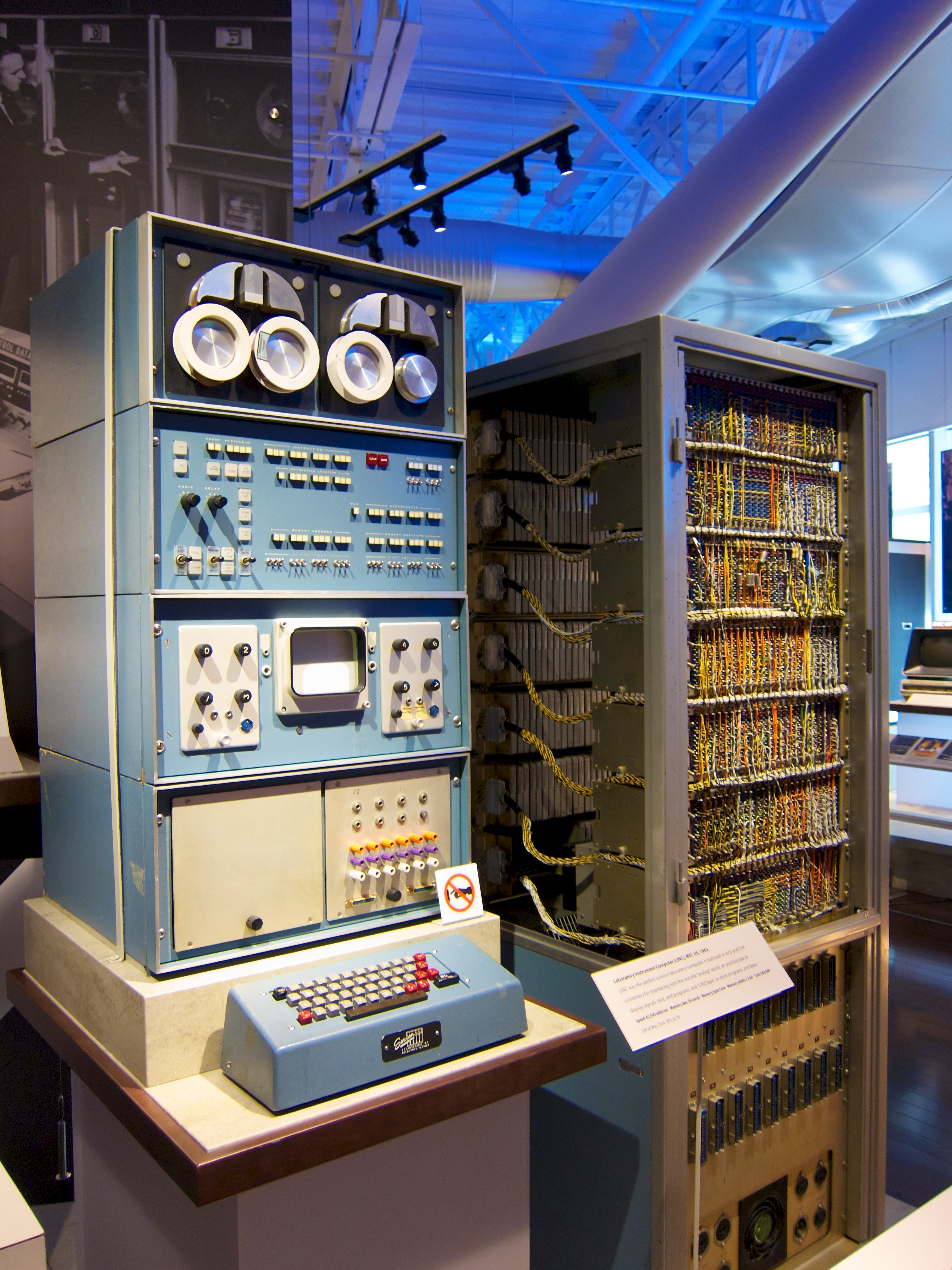
LINC Computer

Im Januar 1963 verließ die LINC-Gruppe das Lincoln Laboratory, um das Center for Computer Technology in the Biomedical Sciences auf dem Campus des MIT in Cambridge, Massachusetts, zu gründen. Hier bildete Wilkes im Sommer 1963 die ersten Teilnehmer des LINC-Evaluierungsprogramms aus. Während seiner Entwurfsphase simulierte sie den LINC auf dem TX-2-Computer des Lincoln Laboratory des MIT. Sie schrieb die frühen Assemblerprogramme LAP (LINC Assembly Program) und war Designerin der LINC-Konsole, sowie Autorin des LAP6 Handbook und Co-Autorin mit Clark von Programming the LINC. Die Entwicklung von LINC wurde nicht durch die zwingenden Bedürfnisse der damaligen Verteidigungs- oder Raumfahrtprogramme ausgelöst, sondern durch ein intensives Interesse an der Bereitstellung besserer Möglichkeiten für die Durchführung neurophysiologischer Forschung.
Im Sommer 1964 verließ eine Kerngruppe des LINC-Entwicklungsteams das MIT, um das Computer Systems Laboratory an der Washington University in St. Louis zu gründen. Wilkes, die 1964 um die Welt gereist war, schloss sich der Gruppe Ende 1964 wieder an, lebte und arbeitete jedoch bis Ende 1965 von ihrem Elternhaus in Baltimore aus. Sie arbeitete dort an einem vom Computer Systems Laboratory bereitgestellten LINC und wurde damit die erste Benutzerin eines Personalcomputers zu Hause.

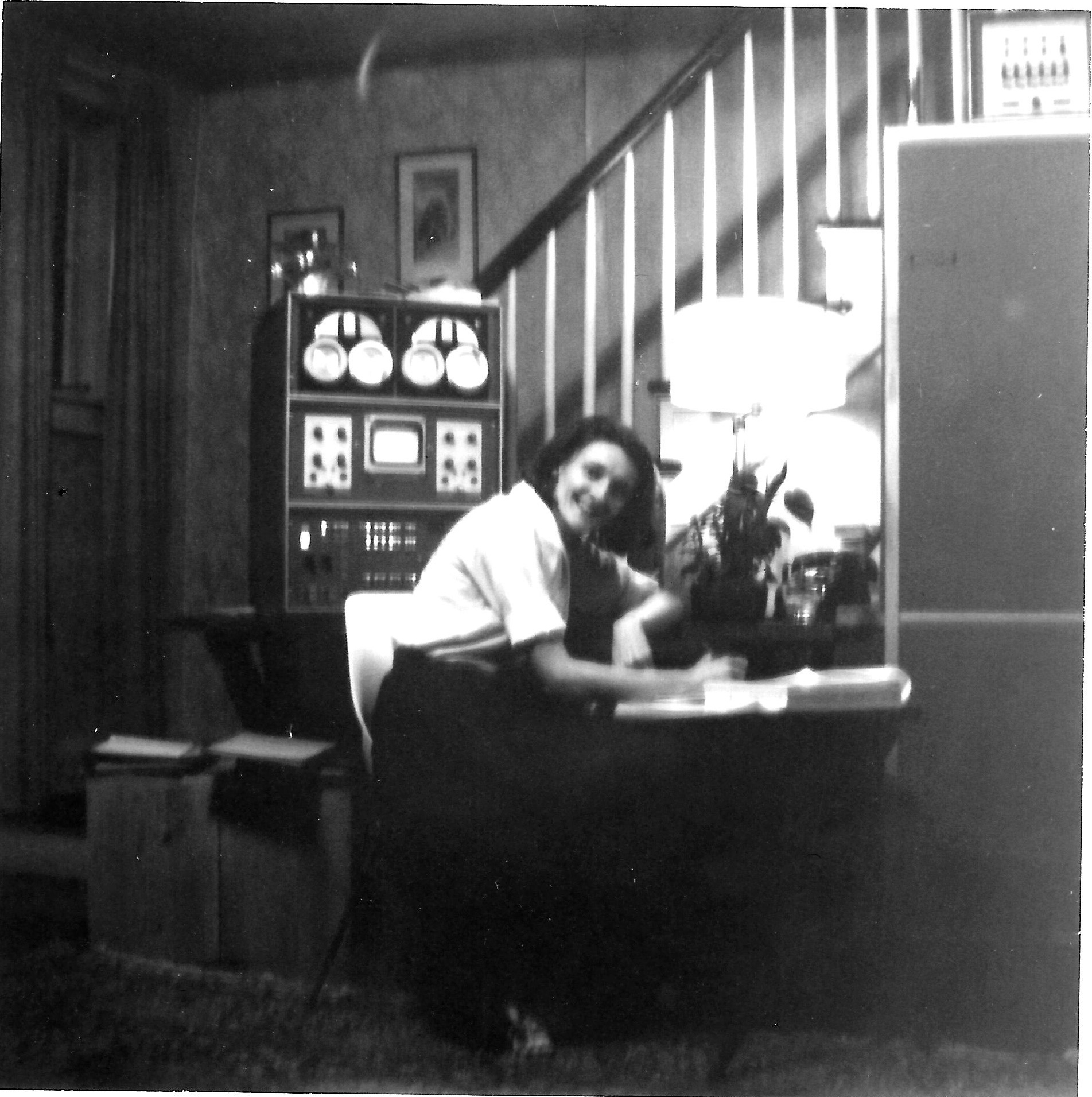
Mary Allen Wilkes mit dem LINC in ihrem Elternhaus, 1965

Bis 1965 hatte das LINC-Team die Größe des LINC-Speichers verdoppelt, was es Wilkes ermöglichte, zu Hause am LINC zu arbeiten und das Betriebssystem LAP6 zu entwickeln. LAP6 beinhaltete eine scroll editing technique, die einen von Wilkes Kollegen Mishell J. Stucki und Severo Ornstein vorgeschlagenen Algorithmus nutzte. LAP6 bot dem Benutzer die Möglichkeit, Dokumente (normalerweise LINC-Programme) interaktiv in Echtzeit vorzubereiten, zu bearbeiten und zu manipulieren, wobei die Tastatur und das Display des LINC verwendet wurden, ähnlich wie bei späteren PCs. Programmdokumente konnten in Binärdateien konvertiert und ausgeführt werden. Benutzer konnten ihre eigenen Programme mit LAP6 über einen vom System bereitgestellten Link integrieren und die kleinen LINC-Bänder austauschen, um Programme gemeinsam zu nutzen, eine frühe Open-Source-Fähigkeit.
Das nächste Projekt des Computer Systems Laboratory unter der Leitung von Clark war der Entwurf von Makromodulen, den Computerbausteinen, von denen Wilkes das Multiply-Makromodul entwarf.

## Anwaltskarriere
1972 studierte sie an der Harvard Law School, wurde 1975 Anwältin und praktizierte bis zu ihrem Ruhestand als Prozessanwältin in Cambridge (Massachusetts). Sie arbeitete in einer eigenen Praxis und als Leiterin der Abteilung für Wirtschaftskriminalität und Verbraucherschutz der Bezirksstaatsanwaltschaft von Middlesex County (Massachusetts). Von 1983 bis 2011 unterrichtete sie im Trial Advocacy Program der Harvard Law School und war 18 Jahre lang Richterin für den Ames-Wettbewerb (Moot Court) der Schule im ersten und zweiten Jahr. 2001 wurde sie Schiedsrichterin für die American Arbitration Association, wo sie hauptsächlich mit Fällen in der Informationstechnologie betraut war. Von 2005 bis 2012 war sie Jurorin des jährlichen Willem C. VIS International Commercial Arbitration Moot-Wettbewerbs in Wien, Österreich, der von der Pace University Law School organisiert wurde.

## Ehrungen
- 2013: Ihre Arbeit wurde in der Ausstellung Heroines of Computing des britischen National Museum of Computing in  Bletchley Park, England gewürdigt
- 2015–2016: Porträt in der Ausstellung im Heinz Nixdorf MuseumsForum in Paderborn, Deutschland: Es begann mit Ada. Frauen in der Computergeschichte
- 2021: IEEE Computer Society Women of ENIAC Computer Pioneer Award

## Veröffentlichungen (Auswahl)
- LAP5: LINC Assembly Program. Proceedings of the DECUS Spring Symposium, Boston, May 1966. (LAP5 was the "Beta" version of LAP6.)
- LAP6 Handbook, Washington Univ. Computer Systems Laboratory Tech. Rept. No. 2, 1967.
- mit W. A. Clark: Programming the Linc. Washington Univ. Computer Systems Laboratory, 1969.
- Conversational Access to a 2048-word Machine. Comm. of the ACM 13, 7, S. 407–414, 1970.
- Scroll Editing: an on-line algorithm for manipulating long character strings. IEEE Trans. on Computers 19, 11, S. 1009–1015, 1970.
- The Case for Copyright. Washington Univ. Computer Systems Laboratory Technical Memo., 1971.